# Asarum minamitanianum
Asarum minamitanianum är en piprankeväxtart som beskrevs av Hatusima. Asarum minamitanianum ingår i släktet hasselörter, och familjen piprankeväxter. Inga underarter finns listade i Catalogue of Life.